# Embalse de Alcántara
Embalse de Alcántara este o arie protejată (arie de protecție specială avifaunistică — SPA) din Spania întinsă pe o suprafață de 8.624,96 ha, integral pe uscat.

## Localizare
Centrul sitului Embalse de Alcántara este situat la coordonatele 39°45′04″N 6°37′30″W / 39.751111°N 6.625°V.

## Înființare
Situl Embalse de Alcántara a fost declarat arie de protecție specială avifaunistică în decembrie 2004 pentru a proteja 1 specie de plante și 42 de specii de animale.

## Biodiversitate
Situată în ecoregiunea mediteraneană, aria protejată conține 10 habitate naturale: Galerii de Salix alba și de Populus alba, Pante stâncoase silicioase cu vegetație casmofită, Galerii și tufărișuri riverane sudice (Nerio-Tamaricetea și Securinegion tinctoriae), Pajiști umede mediteraneene cu ierburi înalte de Molinio-Holoschoenion, Păduri de Quercus ilex și Quercus rotundifolia, Păduri de Olea și Ceratonia, Iazuri temporare mediteraneene, Dehesas cu Quercus spp. perene, Pseudostepă cu ierburi și specii anuale de Thero-Brachypodietea, Tufărișuri termo-mediteraneene și de pre-deșert.
La baza desemnării sitului se află mai multe specii protejate:
- plante (1): Narcissus fernandesii
- păsări (36): fluierar de munte (Actitis hypoleucos), ciocârlie-de-câmp (Alauda arvensis), pescăruș albastru (Alcedo atthis), rață mare (Anas platyrhynchos), fâsă de luncă (Anthus pratensis), acvilă de munte (Aquila chrysaetos), stârc cenușiu (Ardea cinerea), rața moțată (Aythya fuligula), Bubulcus ibis, barză albă (Ciconia ciconia), barză neagră (Ciconia nigra), lăstun de casă (Delichon urbica), egretă mică (Egretta garzetta), măcăleandru (Erithacus rubecula), șoim călător (Falco peregrinus), lișiță (Fulica atra), Galerida theklae, cocor (Grus grus), vulturul pleșuv sur (Gyps fulvus), Hieraaetus fasciatus, pescăruș negricios (Larus fuscus), pescăruș râzător (Larus ridibundus), ciocârlie de pădure (Lullula arborea), codobatură galbenă (Motacilla alba), vultur egiptean (Neophron percnopterus), vultur pescar (Pandion haliaetus), cormoran mare (Phalacrocorax carbo), codroș de munte (Phoenicurus ochruros), pitulice de munte (Phylloscopus collybita), corcodel mare (Podiceps cristatus), silvie cu cap negru (Sylvia atricapilla), silvie de tufiș (Sylvia undata), corcodel mic (Tachybaptus ruficollis), fluierarul de zăvoi (Tringa ochropus), sturz-cântător (Turdus philomelos), nagâț (Vanellus vanellus)
- pești (5): Cobitis paludica, Luciobarbus comizo, Pseudochondrostoma polylepis, Rutilus alburnoides, Rutilus lemmingii
- reptile (1): Mauremys leprosa

Pe lângă speciile protejate, pe teritoriul sitului au mai fost identificate 1 specie de plante, 1 specie de păsări, 9 specii de pești.